# 比拉沃阿
比拉沃阿，是西班牙加利西亚自治区蓬特韦德拉省的一个市镇。 总面积37平方公里，总人口5735人（2001年），人口密度155人/平方公里。